# Élection présidentielle malgache de 2018
L'élection présidentielle malgache de 2018 se déroule les 7 novembre et 19 décembre 2018 afin d'élire le président de la République de Madagascar.
À l’issue du premier tour, qui voit l’élimination du président sortant Hery Rajaonarimampianina, un second tour est organisé pour départager les anciens présidents Marc Ravalomanana et Andry Rajoelina. Ce dernier l'emporte avec 55,66 % des voix.

## Contexte
Le 25 mai 2018, la Cour suprême donne dix jours au président Hery Rajaonarimampianina pour nommer un gouvernement d'union nationale, devant respecter le résultat des législatives de 2013, avance l'élection présidentielle malgache de 2018 à une date comprise entre mai et septembre 2018, et demande à Rajaonarimampianina de démissionner dans les soixante jours avant la présidentielle s'il souhaite se représenter.
Le 4 juin 2018, Olivier Mahafaly Solonandrasana annonce sa démission après que la Haute Cour constitutionnelle exige la nomination d'un « Premier ministre de consensus » afin de sortir de la crise politique. Le jour même, Christian Ntsay est chargé de former un gouvernement, ce qu'il fait le 11 juin, avant d'annoncer le 29 la date de la présidentielle fixée au 7 novembre.
Le 7 septembre 2018, Rajaonarimampianina démissionne de son poste de président pour pouvoir participer au scrutin,.
Des élections législatives doivent avoir lieu peu après l’élection présidentielle.

## Mode de scrutin
Le Président de la République de Madagascar est élu au scrutin uninominal majoritaire à deux tours pour un mandat de cinq ans renouvelable une seule fois. Est élu le candidat qui obtient la majorité absolue des suffrages exprimés au premier tour. À défaut, les deux candidats arrivés en tête s'affrontent lors d'un second tour organisé trente jours au plus tard après la proclamation des résultats du premier, et celui recueillant le plus de suffrages est élu.
Les candidats à la présidence doivent satisfaire aux conditions de la Constitution de Madagascar : être de nationalité malgache, jouir de leurs droits civils et politiques, avoir au moins trente cinq ans et résider à Madagascar depuis au moins six mois. Si le président en exercice se porte candidat, il doit démissionner de son poste soixante jours avant la date du scrutin ; dans ce cas, le président du Sénat exerce ses fonctions par intérim. En cas de candidature de ce dernier également, le gouvernement assure collégialement les fonctions du chef de l'Etat.

## Candidats
Parmi les 36 candidats, se trouvent notamment :
- Radavidson Andriamparany, ancien ministre de l’Économie, des Finances et du Budget (2002-2007), de l’Éducation nationale et de la Recherche scientifique (2007-2008).
- Jean-Omer Beriziky[13], ancien Premier ministre (2011-2014) ;
- Olivier Mahafaly Solonandrasana[14], ancien Premier ministre (2016-2018) ;
- André Mailhol[15], pasteur et leader de la secte Église de l'Apocalypse ;
- Hery Rajaonarimampianina[16], président de la République sortant (2014-2018) ;
- Andry Rajoelina[17], ancien président de la Haute Autorité de transition (2009-2014) ;
- Zafimahaleo Rasolofondraosolo (dit Dama)[18], membre du groupe musical Mahaleo, ancien député ;
- Didier Ratsiraka, ancien président de la République (1975-1993 et 1997-2002) ;
- Marc Ravalomanana[19], ancien président de la République (2002-2009) ;
- Jean Ravelonarivo[12], ancien Premier ministre (2015-2016).

## Liste électorale
Pour la première fois à Madagascar, la consultation de la liste électorale est rendue disponible en ligne par la CENI (Commission électorale nationale indépendante). On dénombre un total de 9 913 599 électeurs sur toute la Grande Île.
| Antananarivo     | Analamanga          | 3 593  | 1 906 399 |  |  |  |  |
| Antananarivo     | Bongolava           | 511    | 231 307   |  |  |  |  |
| Antananarivo     | Itasy               | 803    | 363 050   |  |  |  |  |
| Antananarivo     | Vakinakaratra       | 1 680  | 834 804   |  |  |  |  |
| Antananarivo     | Total               | 6 587  | 3 335 560 |  |  |  |  |
| Antsiranana      | Diana               | 587    | 333 164   |  |  |  |  |
| Antsiranana      | Sava                | 1027   | 371 252   |  |  |  |  |
| Antsiranana      | Total               | 1 849  | 704 416   |  |  |  |  |
| Fianarantsoa     | Haute Matsiara      | 1 128  | 525 376   |  |  |  |  |
| Fianarantsoa     | Amoron'i mania      | 888    | 297 894   |  |  |  |  |
| Fianarantsoa     | Ihorombe            | 408    | 153 566   |  |  |  |  |
| Fianarantsoa     | Atsimo atsinanana   | 923    | 329 585   |  |  |  |  |
| Fianarantsoa     | Vatovavy fitovinany | 1 494  | 505 607   |  |  |  |  |
| Fianarantsoa     | Total               | 4 841  | 1 812 028 |  |  |  |  |
| Mahajanga        | Betsiboka           | 438    | 136 609   |  |  |  |  |
| Mahajanga        | Boeny               | 814    | 378 492   |  |  |  |  |
| Mahajanga        | Melaky              | 434    | 124 262   |  |  |  |  |
| Mahajanga        | Sofia               | 1 628  | 498 959   |  |  |  |  |
| Mahajanga        | Total               | 3 314  | 1 138 322 |  |  |  |  |
| Toamasina        | Alaotra mangoro     | 1 090  | 492 843   |  |  |  |  |
| Toamasina        | Analanjirofo        | 1 065  | 433 067   |  |  |  |  |
| Toamasina        | Atsinanana          | 1 461  | 577 149   |  |  |  |  |
| Toamasina        | Total               | 3 616  | 1 503 059 |  |  |  |  |
| Toliara          | Androy              | 1 297  | 314 031   |  |  |  |  |
| Toliara          | Anosy               | 872    | 289 297   |  |  |  |  |
| Toliara          | Atsimo andrefana    | 1 744  | 551 837   |  |  |  |  |
| Toliara          | Menabe              | 732    | 265 049   |  |  |  |  |
| Toliara          | Total               | 4 645  | 1 420 214 |  |  |  |  |
|                  |                     |        |           |  |  |  |  |
| Total Madagascar | Total Madagascar    | 24 852 | 9 913 599 |  |  |  |  |

## Campagne

### Premier tour
Le premier tour de l’élection voit notamment s'opposer quatre anciens présidents, dont Hery Rajaonarimampianina, Andry Rajoelina et Marc Ravalomanana, ceux-ci étant par ailleurs de riches hommes d'affaires. Du fait de l'absence de plafond de dépense de campagne dans le pays, ces derniers dominent largement la campagne en y injectant d'importantes sommes d'argent, faisant de la campagne électorale malgache la plus coûteuse par habitant en 2018. Le candidat Ny Rado Rafalimanana pointe ainsi du doigt les manquements de la loi électorale et proteste contre l'impossibilité de rivaliser avec ces candidats. 
Les importantes dépenses sont par ailleurs vivement critiquées dans un pays dont la population vit encore pour une grande partie sous le seuil de pauvreté.

### Second tour
À l'issue de sa défaite au premier tour, le président sortant, arrivé troisième, Hery Rajaonarimampianina, choisit de ne soutenir aucun des deux candidats. André Mailhol et Tabera Randriamanantsoa adoptent la même position. 
Éliana Bezaza, Fanirisoa Ernaivo, Radavidson Andriamparany, Ny Rado Rafalimanana, Serge Jovial Imbeh, et Olivier Mahafaly Solonandrasana appellent à voter pour Marc Ravalomanana.
De son côté, Andry Rajoelina reçoit le soutien de Saraha Georget Rabeharisoa, de Joseph Martin Randriamampionona, de Jean Max Rakotomamomjy, de Roland Ratsiraka, de Jean Ravelonarivo et de Omer Beriziky.  
Le débat télévisé de l'entre-deux est diffusé en direct dans le pays le 10 décembre.

## Résultats

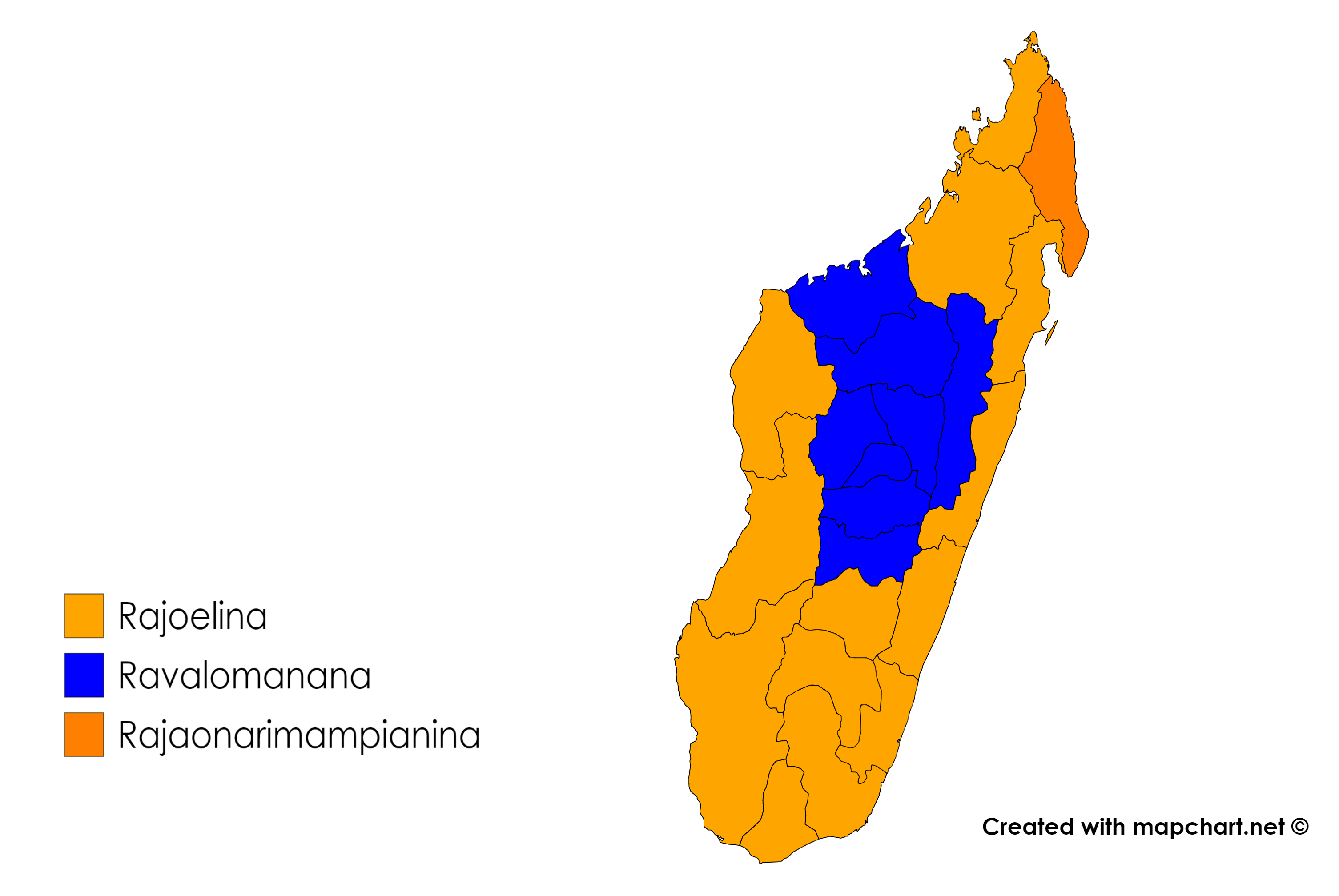
Candidat arrivé en tête au premier tour par région malgache

| Candidats                | Candidats                             | Partis                   | Premier tour | Premier tour | Second tour | Second tour |
| Candidats                | Candidats                             | Partis                   | Votes        | %            | Votes       | %           |
| ------------------------ | ------------------------------------- | ------------------------ | ------------ | ------------ | ----------- | ----------- |
|                          | Andry Rajoelina                       | TGV                      | 1 954 023    | 39,23        | 2 586 938   | 55,66       |
|                          | Marc Ravalomanana                     | TIM                      | 1 760 837    | 35,35        | 2 060 847   | 44,34       |
|                          | Hery Rajaonarimampianina              | HVM                      | 439 070      | 8,82         |             |             |
|                          | André Mailhol                         | GFFM                     | 63 391       | 1,27         |             |             |
|                          | Joseph Randriamampionona              | RTM                      | 57 903       | 1,16         |             |             |
|                          | Ny Rado Rafalimanana                  | FOMBA                    | 57 476       | 1,15         |             |             |
|                          | Andrianiaina Paul Rabary              | MIASA                    | 48 980       | 0,98         |             |             |
|                          | Randriamanantsoa Tabera               | KINTANA                  | 48 705       | 0.98         |             |             |
|                          | Haingo Andrianjakamalala Rasolofonjoa | AF                       | 47 932       | 0.96         |             |             |
|                          | Mamy Richard Radilofe                 | RDS                      | 42 748       | 0.86         |             |             |
|                          | Éliana Bezaza                         | PSD                      | 40 882       | 0.82         |             |             |
|                          | Jean Ravelonarivo                     | ABA                      | 29 224       | 0,59         |             |             |
|                          | Lalaoarisoa Marcellin Andriantseheno  | Tafajiaby                | 28 252       | 0.57         |             |             |
|                          | José Michel Andrianoelison            | ARO-RIAKA                | 26 572       | 0.53         |             |             |
|                          | Richard Razafy Rakotofiringa          | SJIAM                    | 26 534       | 0.53         |             |             |
|                          | Benjamin Radavidson Andriamparany     | FFF                      | 25 420       | 0,51         |             |             |
|                          | Saraha Rabeharisoa                    | PLD                      | 23 685       | 0.48         |             |             |
|                          | Olivier Mahafaly Solonandrasana       | OM                       | 23 437       | 0,47         |             |             |
|                          | Didier Ratsiraka                      | AREMA                    | 22 222       | 0,45         |             |             |
|                          | Roland Ratsiraka                      | MTS                      | 21 377       | 0,43         |             |             |
|                          | Serge Jovial Imbeh                    | AFM                      | 18 962       | 0.38         |             |             |
|                          | Zafimahaleo Rasolofondraosolo         | MV                       | 16 367       | 0,33         |             |             |
|                          | Jean-Omer Beriziky                    | AM                       | 15 352       | 0,31         |             |             |
|                          | Jean Jacques Ratsietison              | FM-IM                    | 15 281       | 0.31         |             |             |
|                          | Erick Francis Rajaonary               | MMM                      | 14 758       | 0.30         |             |             |
|                          | Rivomanantsoa Orlando Robimanana      | MVF                      | 14 561       | 0.29         |             |             |
|                          | Fanirisoa Ernaivo                     | ZAMA–PATRAM              | 14 117       | 0.28         |             |             |
|                          | Arlette Ramaroson                     | PARRAINAGE               | 12 645       | 0.25         |             |             |
|                          | Falimampionona Rasolonjatovo          | FITAMBOLAGNELA/IAD       | 12 276       | 0.25         |             |             |
|                          | Jean Max Rakotomamomjy                | LEADER-Fanilo            | 11 377       | 0.23         |             |             |
|                          | Rolland Jules Etienne                 | MF                       | 10 756       | 0.22         |             |             |
|                          | Bruno Rabarihoela                     | FM                       | 9 981        | 0.20         |             |             |
|                          | Roseline Emma Rasolovoahangy          | EMA                      | 8 578        | 0.17         |             |             |
|                          | Jean Louis Zafivao                    | GM                       | 6 162        | 0.12         |             |             |
|                          | Stephan Narison                       | AGMM                     | 5 675        | 0.11         |             |             |
|                          | Solo Norbert Randriamorasata          | UDCM                     | 5 086        | 0.10         |             |             |
|                          |                                       |                          |              |              |             |             |
| Votes valides            | Votes valides                         | Votes valides            | 4 980 604    | 92,79        | 4 647 785   | 97,48       |
| Votes blancs et nuls     | Votes blancs et nuls                  | Votes blancs et nuls     | 386 946      | 7,21         | 120 102     | 2,52        |
| Total                    | Total                                 | Total                    | 5 367 550    | 100          | 4 767 887   | 100         |
| Abstention               | Abstention                            | Abstention               | 4 581 533    | 46,05        | 5 114 760   | 51,98       |
| Inscrits / participation | Inscrits / participation              | Inscrits / participation | 9 949 083    | 53,95        | 9 913 599   | 48,02       |

Représentation des résultats du second tour :
| Andry Rajoelina (55,66 %) |  |  | Marc Ravalomanana (44,34 %) |
| ▲                         |  |  |                             |
| Majorité absolue          |  |  |                             |

## Suites
La Haute Cour constitutionnelle (HCC) rejette les recours et proclame la victoire d’Andry Rajoelina le 8 janvier 2019. Le lendemain, Ravalomanana reconnaît cette victoire en déclarant « Andry Rajoelina est élu président de la République et je le félicite », apaisant ainsi les craintes d'une crise post électorale,.
Rajoelina prend ses fonctions le 18 janvier 2019. La cérémonie d'investiture a lieu le lendemain, 19 janvier, au grand stade de Mahamasina,.